# Давидовский, Иван Елизарович
Иван Елизарович Давидовский (31 мая (12 июня) 1896 года, м. Грозово, Игуменский уезд, Минская губерния — 15 апреля 1960 года, Москва) — советский военный деятель, Генерал-лейтенант (11 июня 1945 года).

## Биография

### До революции
До службы в армии учился в двухклассном Грозовском высшем училище, затем в 1912 г. окончил Слуцкое городское училище. В конце 1915 г. там же в Слуцке сдал экстерном экзамен за 6 классов гимназии и направлен юнкером в Чугуевское военное училище. По его окончании в 1916 г. убыл на Северный фронт, где младшим офицером роты, командиром роты и батальона (выборным) воевал в составе 301-го пехотного Бобруйского полка 76-й пехотной дивизии. Последний чин — поручик. Во время Февральской революции 1917 г. полк стоял в обороне в районе оз. Нарочь Ковенской губ. 20 ноября 1917 г. по болезни эвакуирован в госпиталь (тиф).

### Гражданская война
В Гражданскую войну в январе 1918 г., по выходе из госпиталя, добровольно вступил в Красную гвардию, а с февраля командовал ротой в караульном батальоне в г. Ставрополь. С 15 мая занимал должность адъютанта Торгово-Великокняжеского участка фронта, с августа был пом. начальника левого участка 7-й Кубанской колонны, с октября — пом. начальника левого фланга Армавирского участка, а с 16 ноября — пом. командующего Армавирским фронтом. С 15 февраля 1919 г. исполнял должность пом. командующего 11-й армией, а с 8 марта командовал 7-м Московским стрелковым полком этой армии. С эвакуацией её с Северного Кавказа направлен во вновь формируемые части и назначен в 298-й стрелковый полк 100-й стрелковой бригады 34-й стрелковой дивизии, где проходил службу командиром взвода и роты, пом. командира и врид командира полка. В марте — апреле 1920 г. был начальником Владикавказского и Грозненского районов, а в июне командовал русско-мусульманским отрядом 28-й стрелковой дивизии, затем вновь исполнял должность пом. командира 298-го стрелкового полка. За боевые отличия Давидовский был награждён орденом Красного Знамени (приказ РВСР № 420—1920 г.) и орденом Труда Азербайджанской ССР (26.8.1922).

### Межвоенное время
В августе 1922 г. направлен на учёбу в Военную академию РККА, по окончании основного факультета с 4 августа зачислен на восточный факультет академии. В июле — августе 1927 г. проходил подготовку по автомобильному делу при мотовелополку (практическая стажировка), по её окончании выпущен из академии и назначен начальником штаба 1-й Кавказской стрелковой дивизии. С 9 октября 1927 г. около двух лет временно командовал этой дивизией. Со 2 декабря 1929 по 1 июня 1930 г. находился на учёбе на курсах "Выстрел ", затем убыл в служебную командировку в г. Луга. По её окончании в апреле 1931 г. назначен начальником штаба 100-й стрелковой дивизии, затем с июня был пом. начальника штаба и врид начальника штаба 2-го стрелкового корпуса им. В. К. Триандафиллова БВО. С января 1936 г. служил в штабе округа начальником 4-го отдела, а с мая 1937 г. — зам. начальника штаба округа. В марте 1938 г. назначен командиром 4-го стрелкового корпуса. В этой должности принимал участие в походе Красной армии в Западную Белоруссию. С декабря 1939 г. командовал 10-м стрелковым корпусом на Северо-Западном фронте. Участвовал с ним в Советско-финляндской войне 1939—1940 гг. В феврале 1940 г. отозван с фронта в распоряжение НКО СССР и в начале мая назначен старшим преподавателем кафедры общей тактики Военной академии им. М. В. Фрунзе.

### Великая Отечественная война
С началом войны с 20 августа 1941 г. вступил в командование 346-й стрелковой дивизией, формировавшейся в ПриВО в г. Вольск. В конце ноября она вошла в состав сформированной в округе 61-й резервной армии и вместе с ней была переброшена по ж. д. под Москву. По прибытии заняла оборону северо-западнее Ряжска, имея задачу отразить наступление частей 2-й немецкой танковой армии генерала X. В. Гудериана. С 9 декабря 1941 г. дивизия в составе армии была передана Юго-Западному фронту и с 15 декабря вела бои на рубеже р. Непрядва у сел Богдановка, Непрядово и Хворостянка, затем наступала в направлении районного центра и ж.-д. станции Волово. Путь к нему пролегал через Куликово поле — священную землю, овеянную ратной славой наших предков. 18 декабря станция Волово была освобождена. В ходе дальнейшего наступления части дивизии вышли к ст. Горбачево и тем самым перерезали железную дорогу Тула — Орел. С 24 декабря дивизия в составе армии вошла в подчинение вновь созданного Брянского фронта и вела наступление на болховском направлении. С 13 января 1942 г. она вошла в подчинение Западного фронта и участвовала в Ржевско-Вяземской наступательной операции (на калужском направлении). В конце февраля перешла к обороне (в Ульяновском районе Калужской обл.). За умелое командование дивизией в этих боях Давидовский был награждён орденом Красной Звезды (1942), и ему присвоено воинское звание «генерал-майор».
С мая 1942 г. исполнял должность зам. командующего 61-й армией Брянского фронта, затем в июне переведен на ту же должность в 10-ю армию Западного фронта. Её войска до августа 1943 г. занимали оборону в районе Кирова, затем участвовали в Смоленской наступательной операции, в развитии наступления на Рославль, Снигиревку и Чаусы. К началу октября, продвинувшись на глубину 200 км, армия вышла к р. Проня восточнее Могилева и перешла к обороне. С расформированием армии в мае 1944 г. генерал-майор Давидовский назначен зам. командующего 33-й армией и до конца войны воевал с ней на 2-м, а с 19 октября — 1-м Белорусском фронтах. Участвовал в Белорусской, Могилевской, Минской, Каунасской, Варшавско-Познанской и Берлинской наступательных операциях.
Участник Парада Победы 1945 г. находился в строю командования 1-го Белорусского фронта.

### Послевоенное время

Могила Давидовских

После войны с 6 июня 1945 г. временно командовал 33-й армией. В августе 1945 г. её управление было обращено на формирование управления Смоленским военным округом, а генерал-лейтенант Давидовский назначен в нём зам. командующего. В мае 1946 г. переведен на преподавательскую работу в Высшую военную академию им. К. Е. Ворошилова, где исполнял должность старшего преподавателя кафедры оперативного искусства. 1.12.1956 г. уволен в отставку.
Умер 15 апреля 1960 года. Похоронен на Введенском кладбище в Москве (8 уч.).

## Награды
- два ордена Ленина (21.02.1945[6])
- пять орденов Красного Знамени (в том числе 1920, 03.06.1944, 03.11.1944[6], 1948[6])
- два ордена Суворова II степени (06.04.1945, 29.06.1945)
- орден Кутузова II степени (28.09.1943)
- орден Красной Звезды
- медали СССР
- Орден Трудового Красного Знамени Азербайджанской ССР (26.8.1922)
- Орден «Легион почёта», США (05.05.1945)